# Acceso a la Justicia
Acceso a la Justicia es una organización no gubernamental venezolana dedicada a la promoción de la defensa de la justicia, el Estado de derecho, la separación de poderes y la independencia judicial en Venezuela.

## Historia
Acceso a la Justicia fue fundada en 2010 por Laura Louza Scognamiglio, quien es su directora general. También se desempeña como su director Alí Daniels Pinto, quien es miembro de la ONG desde 2015. La organización recibió un reconocimiento por su trabajo por la ONG colombiana Corporación Excelencia en la Justicia en 2016, en el marco de su «Premio Excelencia en la Justicia», que es entregado cada dos años a organizaciones colombianas como un reconocimiento a las mejores prácticas. Durante la gestión de Nicolás Maduro, Acceso a la Justicia ha denunciado la falta de separación de poderes públicos en Venezuela, la convoctoria de la Asamblea Nacional Constituyente de 2017 y tanto el irrespeto como los ataques a la Asamblea Nacional, de mayoría opositora a partir de 2015.